# Bronx Kill

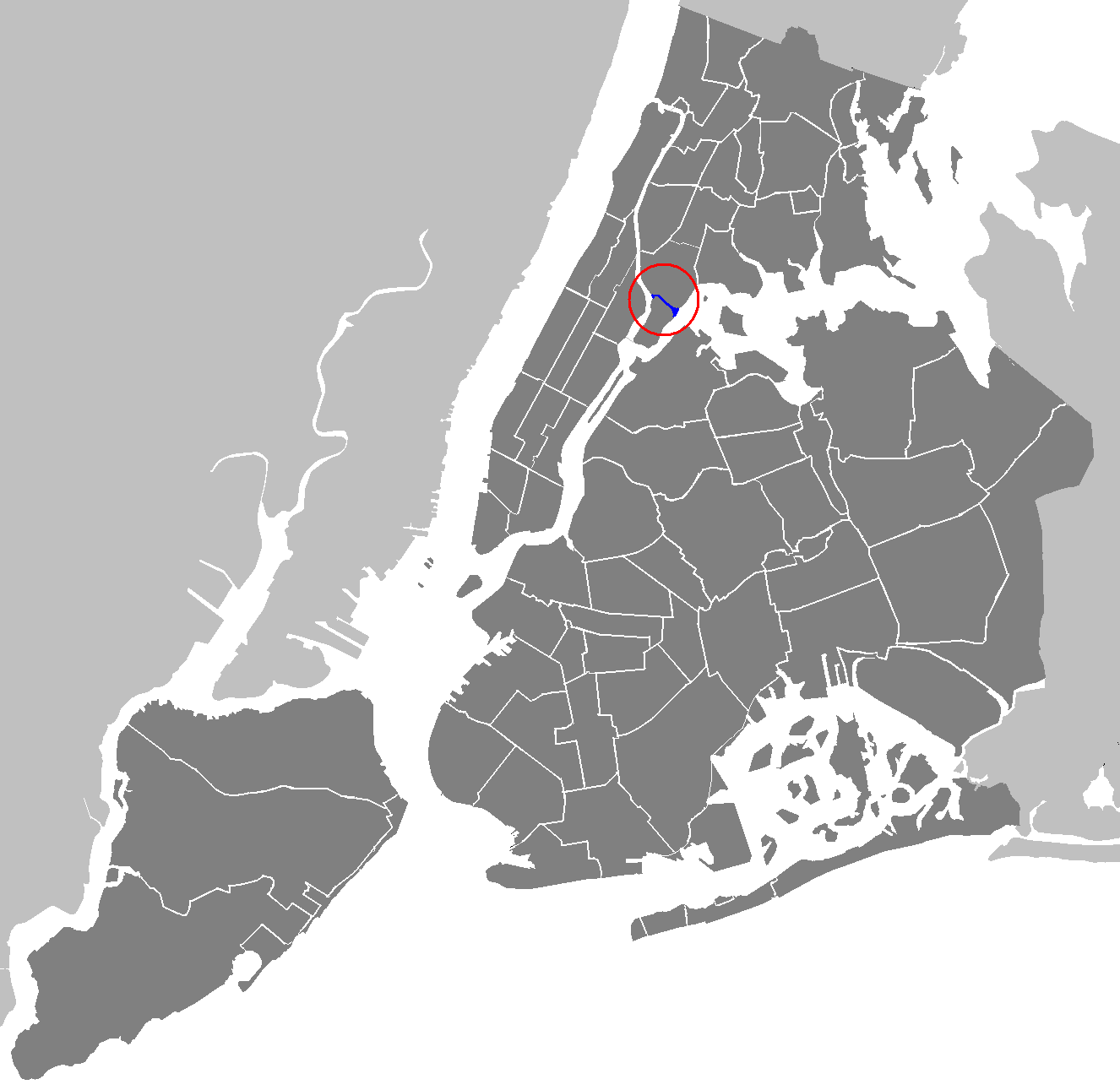
Locatie

Bronx Kill is een smalle waterloop in New York. Zij verbindt Harlem River met East River ten noorden van Randalls and Wards Islands.